# Vi (League of Legends)
(Frase di presentazione di Vi)
Violet, più nota come "Vi", è un personaggio immaginario del franchise di League of Legends, creato da Riot Games. Originariamente introdotta come Campione giocabile per il videogioco nell'aggiornamento del 19 dicembre 2012, è successivamente apparsa in varie opere derivate, così come nella serie animata Arcane. Soprannominata "La Legge di Piltover" (The Piltover Enforcer) per la sua affiliazione agli agenti della Città del Progresso, Vi è una ex-criminale nativa di Zaun nonché la sorella maggiore e arcinemica della terrorista Jinx. Donna impulsiva e sprezzante dell'autorità ma dotata di grande istinto di sopravvivenza e un caustico senso dell'umorismo, Vi si è unita ai Guardiani per mantenere la pace a Piltover, armata di un paio di possenti guanti Hextech ed affiancata dall'inseparabile partner, lo Sceriffo Caitlyn.

## Biografia del personaggio

### League of Legends
Vi è stata aggiunta al roster di Campioni di League of Legends il 19 dicembre 2012. Come stabilito dalla lore scritta da Graham McNeill, Vi è cresciuta nel Sump, una delle zone più povere di Zaun, imparando sin da ragazzina a sopravvivere usando l'astuzia e i pugni. Nasconde un passato oscuro e misterioso che la lega a Jinx, un altro Campione del gioco. A capo di una banda già da giovanissima, Vi si è sempre distinta per il rigido codice morale; scomparsa durante un periodo di grande tumulto tra Zaun e Piltover viene data per morta per anni, salvo poi ricomparire nel corpo dei Guardiani come fidata partner dello Sceriffo Caitlyn. Viene lasciato inoltre intendere che soffra di una qualche forma d'amnesia e non ricordi il suo vero nome, tanto che molte battute del personaggio ironizzano sul fatto che "Vi" sia diminutivo di "Violence", "Vicious" o simile.
Le armi principali di Vi sono i "Guanti di Atlas" (Atlas Gauntlet) due giganteschi guanti d'arme alimentati dall'Hextech, che incrementano la sua forza fisica a livelli sovrumani.

### Arcane

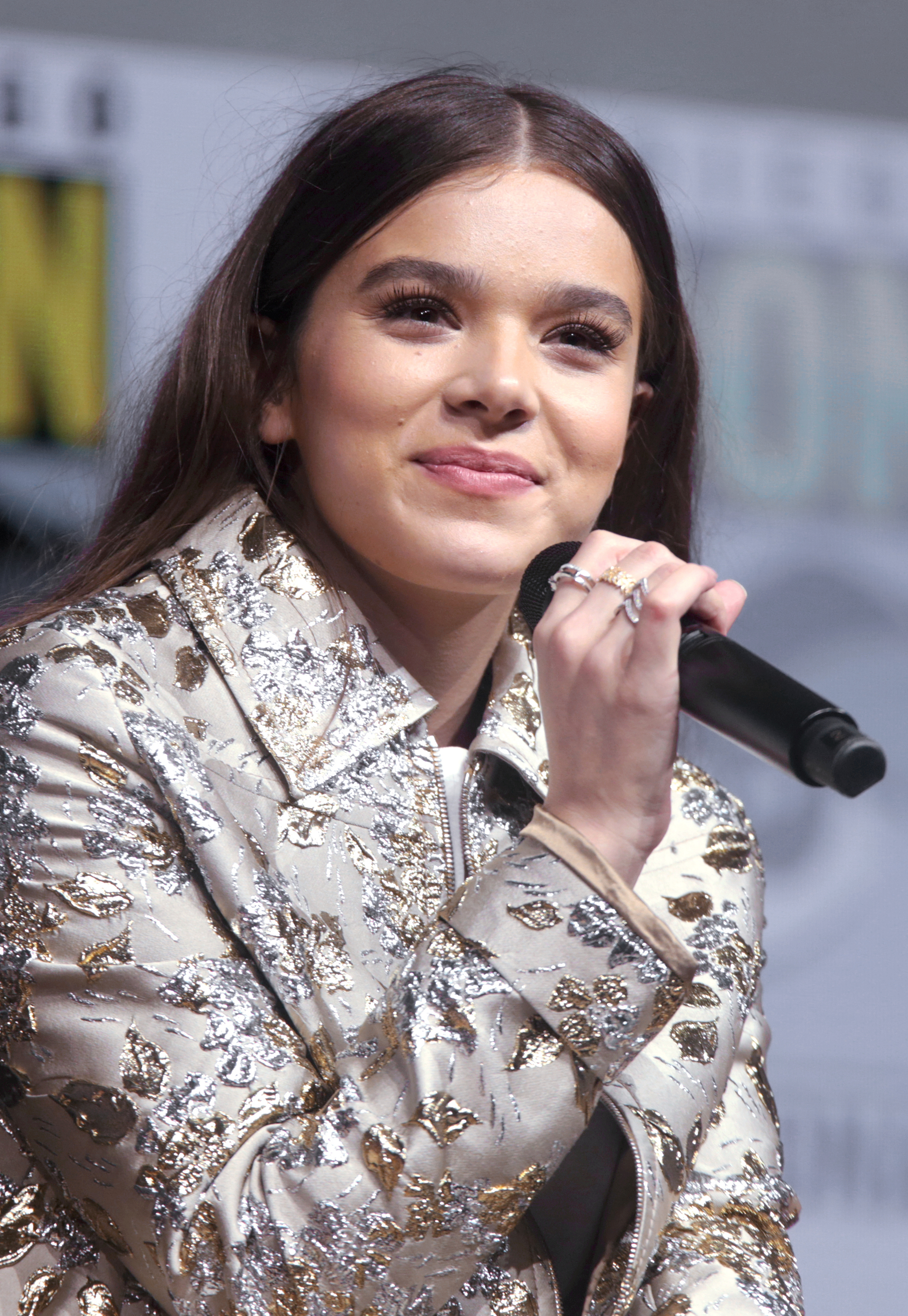
Hailee Steinfeld, doppiatrice di Vi in Arcane.

La serie animata Arcane, rivela che Vi e Jinx, un tempo nota come Powder, sono sorelle i cui genitori, Connol e Felicia, sono morti in una fallimentare rivolta degli abitanti della città sotterranea contro Piltover, e da allora cresciute dall'ex-capo dei ribelli, Vander, assieme ad altri due orfani: Mylo e Claggor. All'inizio della serie Vi, Powder e i due fratelli adottivi tentano di svaligiare l'attico di uno scienziato piltoviano, Jayce, causando accidentalmente un'esplosione; pur riuscendo a scappare facendo ritorno alla città sotterranea, il quartetto provoca involontariamente una caccia sfrenata al colpevole da parte delle autorità di Piltover. In qualità di leader de-facto della banda, Vi tenta di costituirsi per calmare le acque ma viene anticipata da Vander; approfittando della situazione, l'ambizioso boss criminale Silco - un tempo amico fraterno dell'uomo - lo cattura e fa assassinare gli agenti cui si era consegnato, nel tentativo di fomentare una nuova ribellione. Vi, Mylo e Claggor si recano in soccorso del padre putativo e, pur di aiutarli, Powder provoca un'esplosione nel quale periscono tutti tranne Vi che, furiosa e disperata, colpisce la sorella e le grida che "porta sfortuna" ("you’re a jinx") per poi allontanarsi in lacrime e venire arrestata da un agente corrotto.
Dopo aver passato circa sette anni in prigione a Stillwater, Vi viene rilasciata grazie a Caitlyn Kiramman, giovane ed integerrima Guardiana di Piltover che le chiede di assisterla per indagare su Silco e con la quale instaura un legame inaspettatamente profondo. Fatto ritorno alla città sotterranea, Vi si ricongiunge alla sorella - ribattezzatasi "Jinx" - che tuttavia si infuria quando la vede lavorare con un'agente e diviene gelosa di Caitlyn pensando d'essere stata "sostituita". Nonostante le avversità, Vi e Caitlyn riescono a raccogliere prove su Silco grazie all'aiuto del gruppo ribelle dei Firelights, guidati da Ekko, vecchio amico d'infanzia delle due sorelle; tuttavia una volta portate le prove alla Consulta di Piltover, questi si dicono disposti a scendere a patti con l'uomo per evitare una guerra, cosa che spinge Vi ad allearsi col Consigliere Jayce Talis e attaccare le attività di Silco. L'operazione si conclude tuttavia in tragedia motivo per il quale, dopo essersi separata da Jayce, Vi assale il covo del boss criminale, finendo però rapita dalla sorella, assieme a Caitlyn e Silco; Vi tenta di fare appello a Powder, mentre Silco sprona la ragazza a essere Jinx, provocandole un attacco psicotico a seguito del quale uccide involontariamente quest'ultimo. Vi e Caitlyn osservano allibite mentre Jinx, accettata la sua nuova identità, fa fuoco con un lanciarazzi sulla Consulta di Piltover, intenta a votare l'indipendenza di Zaun; evento a seguito del quale Vi accetta la proposta di Caitlyn di arruolarsi nei Guardiani, accompagnandola a Zaun con una task force per catturare la sorella ed iniziando una relazione con lei; tuttavia, quando le due rintracciano Jinx, Vi impedisce a Caitlyn di spararle poiché Isha, un'orfana "adottata" dalla criminale, le fa da scudo permettendole la fuga. Le due ragazze hanno quindi un brusco litigio e si separano, fatto che porta Caitlyn a venire manipolata da Ambessa istituendo la legge marziale mentre Vi sprofonda nell'alcolismo dandosi ai combattimenti clandestini.
Mesi dopo, Vi viene avvicinata da Jinx la quale, dopo aver scoperto che Vander è ancora vivo seppur orrendamente mutato da Singed, le chiede aiuto per trovarlo portandolo poi alla comune di Viktor affinché questi possa guarirlo, e, nel momento in cui questa viene assalita dalle forze congiunte di Piltover e Noxus, Caitlyn realizza i propri errori, alleandosi nuovamente con Vi e tradendo Ambessa, sebbene l'assalto di Jayce a Viktor provochi un immediato impulso violento in tutti i suoi seguaci, Vander incluso, costringendo Vi, Caitlyn, Jinx e lo stesso Jayce a la fuga. Fatto ritorno a Piltover, Vi tenta prima di intercedere per la sorella (arrestata e condannata a morte) e successivamente di farla evadere, venendo aiutata dalla stessa Caitlyn, con cui si riconcilia completamente ed assieme alla quale contribuisce a difendere Piltover dall'invasione dei noxiani e dell'esercito di Viktor, battaglia durante la quale, apparentemente, Jinx si sacrifica per salvarla da Vander, ridotto a uno stato irrecuperabilmente ferale. Tornata una relativa pace, Vi resta al fianco di Caitlyn, ufficialmente diventata la sua compagna, come protettrice della Città del Progresso.

## Concezione e sviluppo
La prima illustrazione del personaggio realizzata da Josh Singh la vedeva come una "ragazza sui pattini a rotelle di nome Ruby" ma dopo due anni di lavoro venne ridisegnata da Paul Kwon col nome in codice “Piltover Enforcer” e un aspetto molto più vicino al definitivo. Dopo che un team di sviluppo decise di lavorare sul personaggio poiché colpito dallo sketch di Kwon, visto in una bacheca di Riot Games per la condivisione di potenziali idee, la resero una "ex-criminale diventata 'poliziotta cattiva' con guanti giganti che usava per scassinare i caveau delle banche", concentrandosi sull'aggressività e sulla potenza dei suoi attacchi, facendo sì che fosse una Combattente che potesse creare problemi anche agli ADC. Gli sviluppatori si sono inoltre concentrati sulla potenza del personaggio per poter riflettere al meglio l'archetipo di una ragazza punk dalla personalità aggressiva con guanti sovradimensionati che prende a pugni ciò che gli si para davanti. Vi è da sempre caratterizzata come mancina, quantomeno in combattimento.
Le origini e il background del personaggio sono stati scritti da Graham McNeill. Vi si è unita ufficialmente al roster di Campioni nell'aggiornamento di dicembre 2012 con un brano ufficiale di caricamento eseguito da Nicki Taylor e la voce della doppiatrice statunitense Cia Court. Hailee Steinfeld ha invece doppiato Vi nella serie televisiva d'animazione Arcane.

## Accoglienza

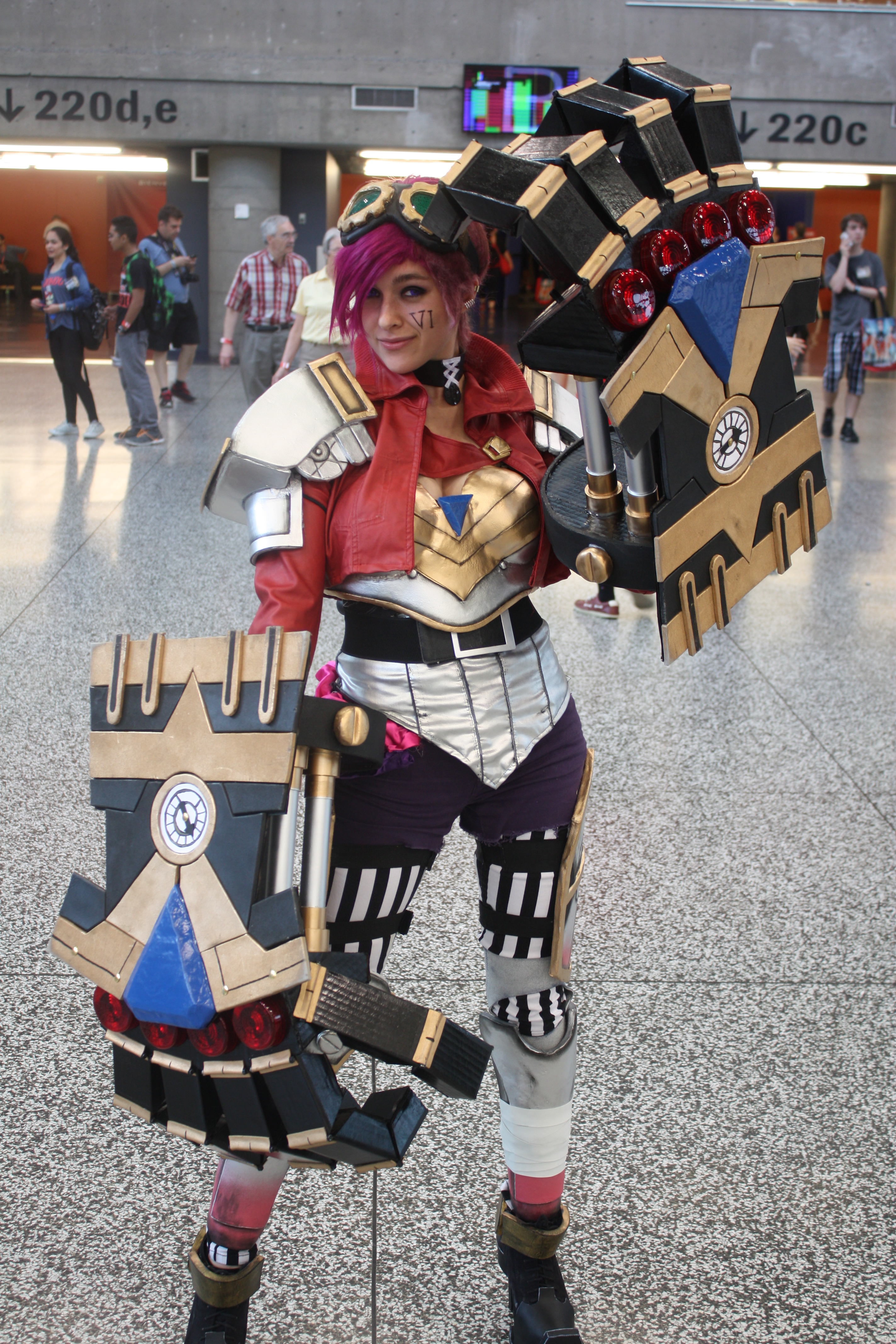
Una cosplayer di Vi al Montreal ComicCon del 2015.

Vi è un personaggio molto apprezzato dalla community di League of Legends e, sebbene il suo kit sia rimasto pressoché inalterato dal suo esordio, è sempre stata tra i personaggi più giocati dagli utenti, con una percentuale di scelta del 9,4% a dicembre 2021. Il look del personaggio è inoltre particolarmente apprezzato nell'ambiente del cosplay anche dagli stessi sviluppatori e designer di Riot Games. Ethan Garcia di Dot Esports ha definito Vi "un personaggio che ha cambiato la percezione di LoL in altri media", mentre Christian Linke e Alex Yee l'hanno definita uno dei loro personaggi preferiti sin dal primo momento, ed è a lungo stata al centro di speculazioni e teorie da parte dei fan, specie in merito al suo rapporto con Jinx.
La rappresentazione di Vi in Arcane ha raccolto ampi consensi da pubblico e critica, contribuendo enormemente alla sua popolarità. La performance vocale di Hailee Steinfeld è stata lodata dalla critica, mentre Screen Rant ne ha apprezzato la rappresentazione di donna caparbia ed indipendente e le sue virtù di empatia, umanità e comprensione. È stato inoltre elogiato come la caratterizzazione fisica del personaggio sia andata oltre allo sguardo maschile evitando ogni sessualizzazione di costume o design.

### Lettura LGBTQ
Sin dalle prime interazioni di gioco tra Vi e Caitlyn in League of Legends e dalle rispettive linee di dialogo rivolte l'una all'altra, è stato fortemente speculato che, oltre che nel lavoro, le due fossero partner anche sul piano romantico, specie data la sensibilità di Riot Games sulle tematiche LGBTQ+ ed il manifesto desiderio di inclusività nei suoi giochi. In Arcane il sottotesto omosessuale delle due è stato al centro di numerose attenzioni dalla critica e ha ricevuto il plauso dei fan, in particolare è stato apprezzato il linguaggio del corpo e le espressioni facciali del personaggio, che trasmettono "una spavalderia quasi mascolina"; è stato inoltre fatto notare come l'evoluzione del rapporto tra le due dalla sfiducia all'intimità dia "un profondo tocco di umanità all'interno della serie" fungendo da metafora di come sia possibile andare oltre le differenze tra Piltover e Zaun. Il sito Screen Rant ha elogiato la rappresentazione LGBTQ in Arcane tramite Vi e Caitlyn paragonandola a quella fatta in She-Ra e le principesse guerriere in quanto non completamente lasciata al sottotesto ma esplicitata da parole e azioni, senza però cadere in stereotipi o dover mai utilizzare il termine "gay" sugli schermi.

## Altre apparizioni

### Videogiochi
Vi è comparsa anche nei giochi spin-off di League of Legends: Teamfight Tactics, Legends of Runeterra e League of Legends: Wild Rift; mentre per promuovere Arcane è stata aggiunta come personaggio giocabile in PUBG mobile e Among Us.

### Narrativa
Il 2 dicembre 2016, Riot Games ha pubblicato, sul sito ufficiale di League of Legends il racconto breve "Basi di un interrogatorio" (Interrogation 101), dove Vi estorce informazioni a un criminale, mentre il 10 dicembre 2019, è stato pubblicato "Figlia di Zaun" (Child of Zaun) incentrato sul ritorno di Vi alla città sotterranea per un'indagine dopo anni di assenza.

### Video
Il personaggio è apparso nelle cinematiche "Warriors" (2014), "Worlds Collide" (2015), "The Hunt" (2017), "Solo Darius" (2018), "Just One More" (2018), "Warriors" (2020), e "OPERATION: SONGBIRD" (2020).
Il 2 luglio 2021, Riot ha pubblicato sul proprio canale YouTube un album di musica lo-fi intitolato Sessions: Vi, composto da 37 tracce ad opera di 21 artisti per una durata di un'ora e 40 minuti ed accompagnato da un video animato di Vi che si rilassa nel suo appartamento ascoltando musica dopo una giornata di lavoro.